# Gobierno de Japón
El Gobierno de Japón es una monarquía parlamentaria en la cual el poder del Emperador está limitado y es relegado principalmente a deberes ceremoniales. Al igual  que en otros países, el Estado está dividido en tres poderes: el Poder Ejecutivo, el Poder Legislativo y el Poder Judicial.
El Gobierno funciona bajo el marco establecido por la Constitución de Japón, adoptada en 1946. Es un estado unitario, que contiene cuarenta y siete divisiones administrativas, con el emperador como su jefe de Estado. Su papel es ceremonial y no tiene poderes relacionados con el Gobierno. En cambio, es el Gabinete, compuesto por los ministros de Estado y el primer ministro, que dirige y controla al Gobierno. El Gabinete es la fuente de poder del Poder Ejecutivo, y está formado por el primer ministro, que es el jefe del Gobierno. Él o ella es designado por la Dieta Nacional y nombrado para el cargo por el emperador.
La Dieta de Japón es la legislatura, el órgano del Poder Legislativo. Es bicameral, consistiendo en dos casas con la casa de consejeros que es la cámara alta, y la cámara de representantes que es la cámara baja. Sus miembros son elegidos directamente del pueblo, que es la fuente de la soberanía. El Tribunal Supremo y otros tribunales inferiores conforman el Poder Judicial, y son independientes del Poder Ejecutivo y del Poder Legislativo.

## Historia
Antes de la Restauración Meiji, Japón fue gobernado por sucesivos shogunes militares. Durante este período, el poder efectivo del Gobierno residió en el shogún, que gobernó oficialmente el país en el nombre del emperador. Los shogunes eran los gobernadores militares hereditarios, con su rango moderno equivalente a un generalísimo. Aunque el emperador era el soberano que designó al shogún, sus papeles eran ceremoniales y él no tomó ninguna parte en gobernar el país. Esto se compara a menudo con el papel actual del emperador, cuyo papel oficial es nombrar al primer ministro.
La Restauración Meiji en 1868 llevó a la renuncia del shogún Tokugawa Yoshinobu, acordando «ser el instrumento para llevar a cabo» las órdenes del emperador. Este acontecimiento restauró el país al imperio ya la proclamación del imperio de Japón. En 1889, la Constitución Meiji fue adoptada en un movimiento para fortalecer a Japón al nivel de las naciones occidentales, resultando en el primer sistema parlamentario en Asia. Proporcionó una forma de monarquía periódico constitucional mixta, con un poder judicial independiente, basado en el modelo prusiano de la época.

## El emperador

Estandarte Imperial

El Emperador de Japón (天皇) es la cabeza de la Familia Imperial y el jefe de Estado ceremonial. Está definido en la Constitución como «el símbolo del Estado y de la unidad del pueblo». Aun así, no es el jefe de Estado nominal y posee sólo ciertos poderes ceremoniales. No posee poderes reales en relación con el Gobierno, como está declarado claramente en artículo 4 de la Constitución.